# Oliver Golding
Oliver Golding (* 29. September 1993 in Richmond) ist ein ehemaliger britischer Tennisspieler.

## Karriere
Oliver Golding begann mit fünf Jahren das Tennisspielen und sein Lieblingsbelag ist der Hartplatz. Er spielt hauptsächlich auf der ITF Future Tour und gewann auf dieser bislang fünf Titel im Einzel und neun im Doppel.
2010 startete Golding bei den Olympischen Jugend-Sommerspielen im Einzel und Doppel. Während er im Einzel bereits in der ersten Runde gegen den späteren Sieger Juan Sebastián Gómez aus Kolumbien scheiterte, konnte er im Doppelwettbewerb mit seinem Partner Jiří Veselý die Goldmedaille erringen.
2011 erhielt Golding eine Wildcard für das Einzel-Hauptfeld der AEGON Championships 2011, wo er in der ersten Runde gegen Nicolas Mahut verlor. Seinen größten Erfolg 2011 feierte er mit dem Gewinn des Juniorenwettbewerbs der US Open 2011. Beim ATP-Challenger AEGON GB Pro-Series Loughborough erhielt Golding wieder eine Wildcard des Veranstalters. Er konnte die erste Runde gewinnen und scheiterte in der zweiten Runde an Peter Torebko klar mit 1:6, 1:6. Im Doppel ging Golding mit seinem Partner Daniel Smethurst an den Start, verloren aber in der ersten Runde. Im selben Jahr konnte er mit wechselnden Partnern insgesamt vier Future-Titel im Doppel feiern.
Im Juni 2012 erhielt Golding eine Wildcard für das Einzel-Hauptfeld der AEGON Championships 2012 im Londoner Queen’s Club, wo er jedoch bereits in der ersten Runde gegen seinen Landsmann Jamie Baker scheiterte. Auch mit der Wildcard für das Einzelhauptfeld der AEGON Trophy 2012 scheiterte er bereits in der ersten Runde sowohl im Einzel als auch im Doppel. Auf der Future-Tour konnte er 2012 zwei Titel gewinnen, beide in Großbritannien und einen Doppeltitel in Belgien.
2013 scheiterte Golding in der Qualifikation zum Power Horse Cup 2013 bereits in der ersten Runde. Bei den Internationaux de Tennis de Blois 2013 trat er im Doppel mit seinem Partner Alexander Ward im Doppel an, scheiterten jedoch in der ersten Runde. Nachdem er die Qualifikation des Aspria Tennis Cup 2013 überstanden hatte, scheiterte er im Hauptfeld gegen den topgesetzten und späteren Turniersieger Filippo Volandri. Als Lucky-Loser erreichte er beim BRD Brașov Challenger 2013 das Hauptfeld, wo er in der zweiten Runde ausschied. Er war 2013 noch bei jeweils zwei Future-Turnieren in Griechenland und Spanien in Einzel und Doppel erfolgreich.
Zum ersten Mal in seiner Karriere konnte Golding 2014 bei einem Grand-Slam-Turnier in der Qualifikation antreten. Er erreichte mit der Wildcard zu den Wimbledon Championships mit einem Sieg über Peter Gojowczyk die zweite Runde, musste sich dort aber dem Schweizer Marco Chiudinelli in drei Sätzen geschlagen geben. Er startete 2014 bei einigen Turnieren der ATP Challenger Tour und ATP World Tour, kam aber nie über die erste Runde im Hauptfeld hinaus oder scheiterte schon in der Qualifikation. Auf der Future Tour konnte er 2014 bislang einen Titel im Einzel und zwei im Doppel gewinnen.
Im Sommer 2014 entschied sich Golding, dem Tennissport den Rücken zu kehren.